# Tramway Vevey-Montreux-Chillon

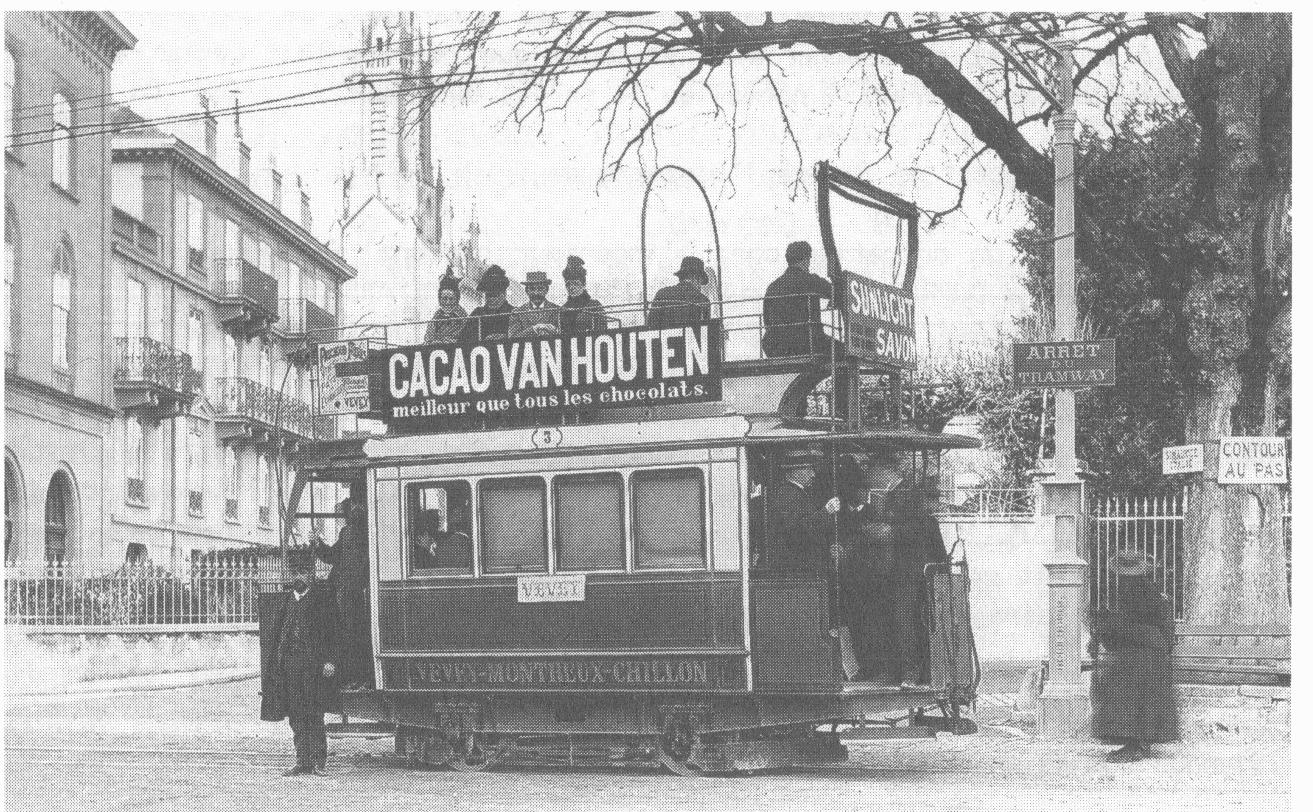
Motrice No 3 à Vevey

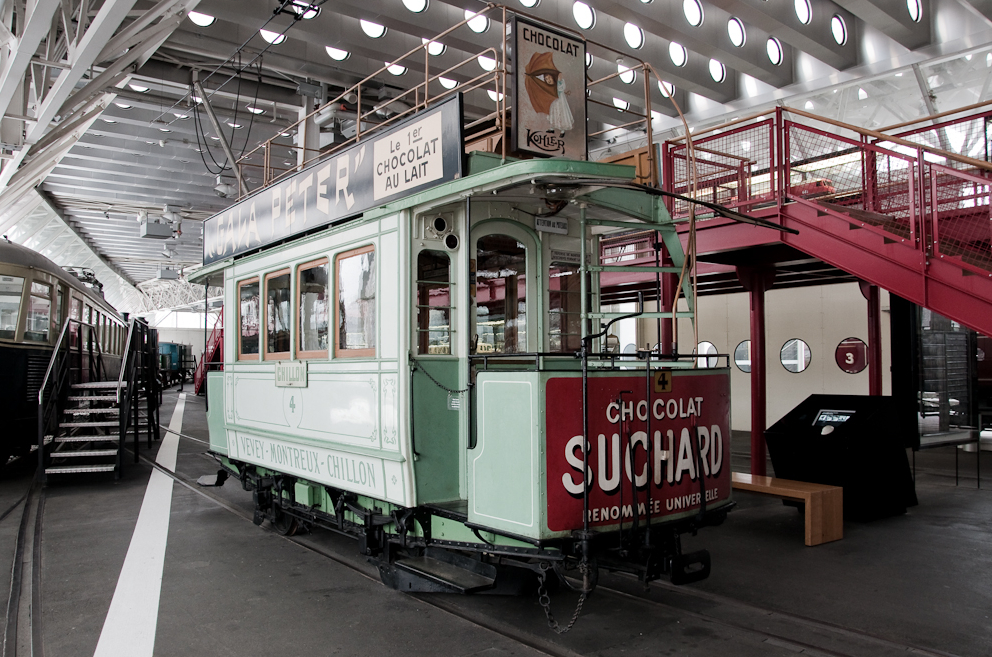
Motrice No 4 préservée à la maison des transports de Lucerne

La compagnie du tramway Vevey-Montreux-Chillon (VMC) ouvre un tramway entre ces  villes du canton de Vaud en 1888. Il a été le premier tramway électrique en Suisse . La ligne est construite à l'écartement métrique.

## Histoire
La concession d'un tramway entre Vevey, Montreux et Chillon est accordée le 22 mars 1884 à Adolphe Dupraz (notaire) et Henri Aguet (architecte) de Vevey, Ernest Miauton (mécanicien) et Henri Chaudet (ingénieur) de Montreux.
Le 14 aout 1886 est créée la Société électrique Vevey-Montreux (SEVM) dont les fondateurs sont les personnes précitées et l'industriel Émile-Louis Roussy. La SEVM va assurer la construction du tramway, son exploitation, la production du courant de traction et l'éclairage des communes traversées.
En 1913, la compagnie VMC fusionne avec le tramway Chillon-Byron-Villeneuve (CBV) pour devenir la Compagnie du tramway électrique Vevey-Montreux-Chillon-Byron-Villeneuve.
Le tramway disparait le 23 avril 1952 sur la section Territet-Chillon, le 18 avril 1957 entre Territet et Montreux, le 8 juillet 1957 entre Montreux et Clarens. Les deux dernières sections de Clarens à Entre deux Villes et d'Entre deux Villes à Vevey sont supprimées les 5 et 19 janvier 1958 [Schienennetz Schwiez, Hans Wägli, Prellbock Verlag 2010].

## La ligne
Vevey - Clarens - Montreux - Chillon (10,5 km):  
Vevey - Territet, (8,9km), ouverture le  4 juin 1888 ,
Territet - Chillon, (1,4km), ouverture le 16 septembre 1888,
Le dépôt se trouvait à Clarens (5,5 km).

## L'alimentation électrique
Le courant est fourni par la Société électrique Vevey-Montreux. L'usine de production est située à Taulan sur la Baye de Montreux. Le courant est distribué à la tension de 480 volts.
L'alimentation des véhicules se fait par une ligne aérienne bipolaire, constituée de deux tubes de cuivre parallèles. La prise de courant s'effectue par un système de navette coulissante à l'intérieur des tubes, fendus dans leur partie inférieure. Cette navette est tirée par le tramway.
Ce système est analogue à celui qui équipa le tramway de Clermont-Ferrand à son ouverture en 1890. Il était réalisé
par la firme Cuneod Sautter & Cie située à Genève.

## Matériel roulant
- No 1 à 15 : automotrices à 2 essieux et impériale livrées par SIG entre 1888 et 1890, poids à vide 3,4 tonnes, puissance 15 cv[6] ;
- No 16 à 23: automotrices à 2 essieux et grandes plates-formes [7], livrées par SIG en 1890-92, poids à vide 4,7 tonnes, puissance 15 cv.